# Джамбайский остров
Джамбайский остров (каз. Жанбай аралы) — остров в Каспийском море. Принадлежит Казахстану, относится к Атырауской области.
Остров находится к востоку от устья реки Волги. Он отделён от казахстанского побережья на 1,2 километра. Длина острова — 21,5 км, максимальная ширина — 7 км; протянулся с юго-востока на северо-запад.